# Asse centrale "Lázaro Cárdenas"

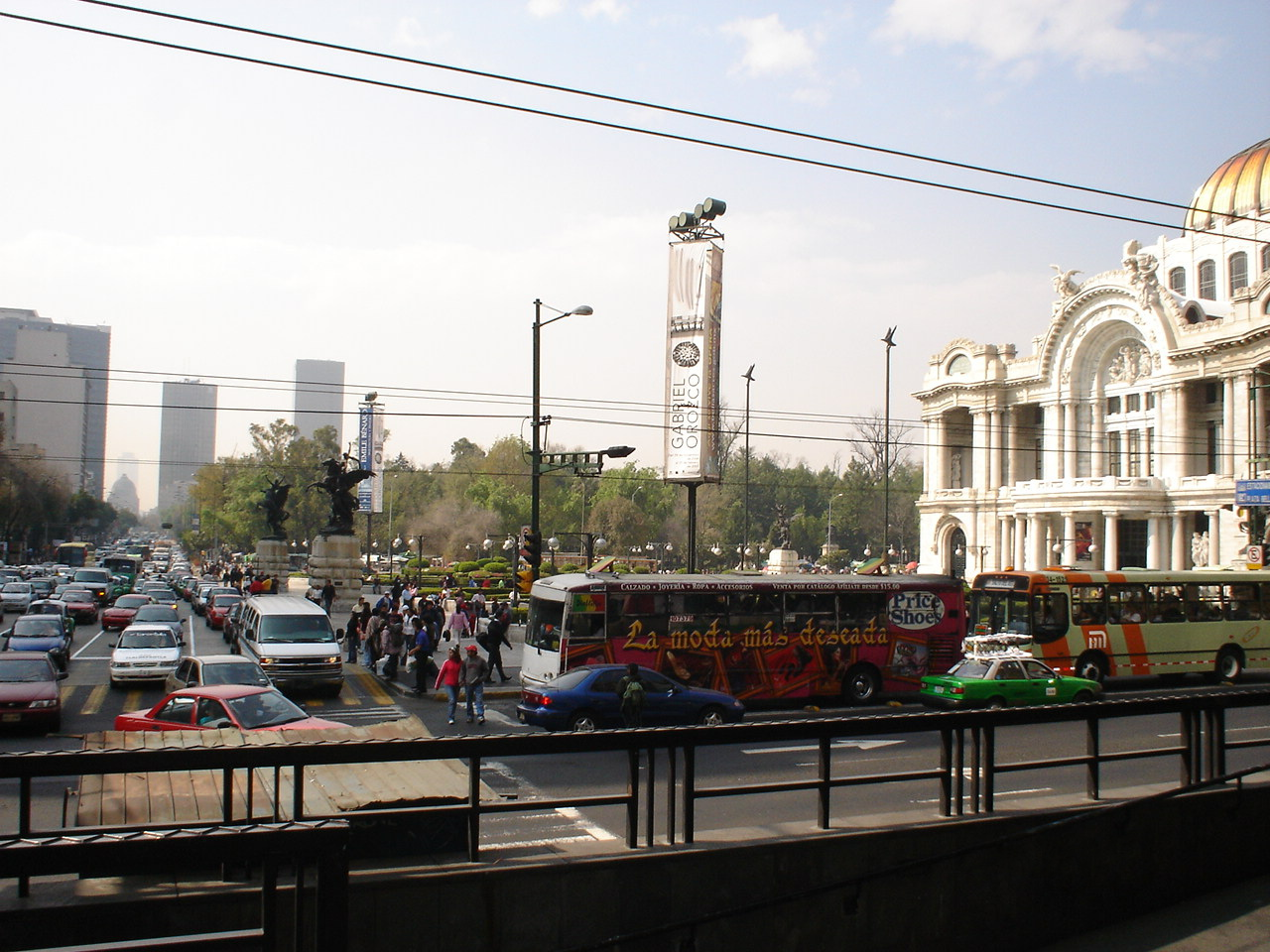
Vista del Palacio de Bellas Artes e dellAlameda Central lungo l'Asse centrale "Lázaro Cárdenas"

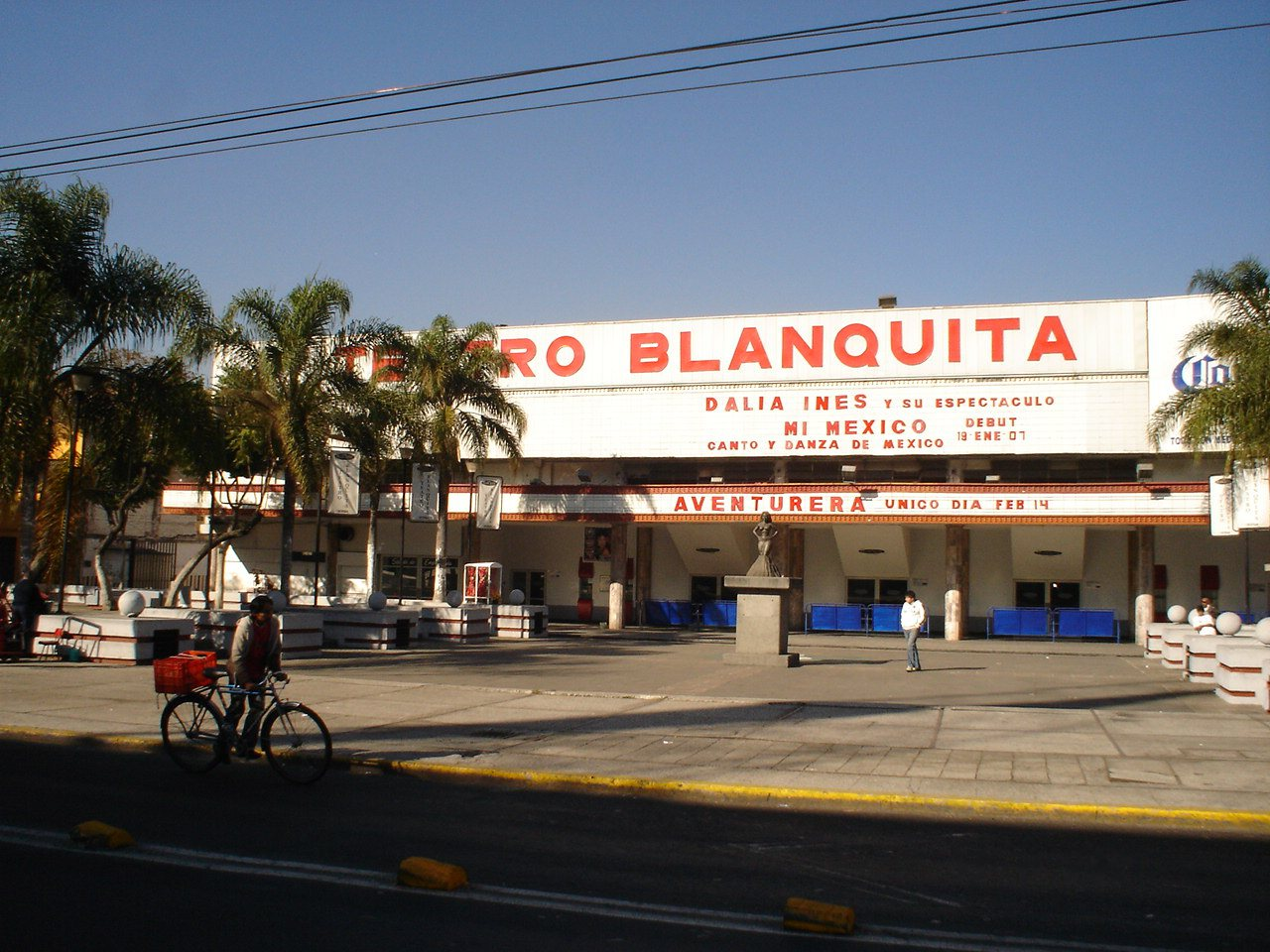
Il teatro Blanquita lungo l'Asse centrale "Lázaro Cárdenas"

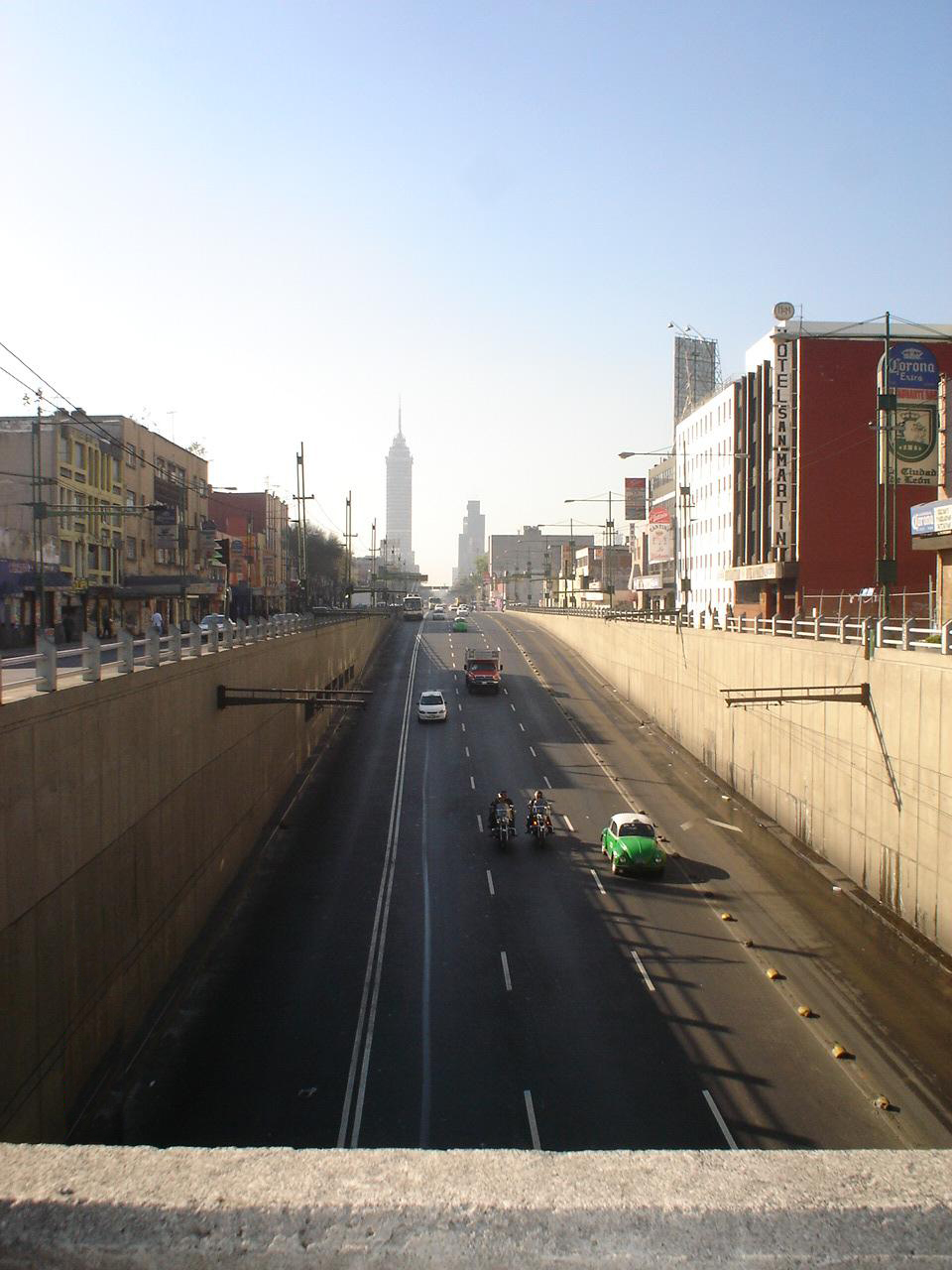
Vista dell'Asse centrale "Lázaro Cárdenas" dal Paseo de la Reforma

L'asse centrale "Lázaro Cárdenas" (Eje Central Lázaro Cárdenas, o semplicemente Eje Central) è un importante asse viario di Città del Messico, che attraversa la città da nord a sud.
L'asse urbano è intitolato al presidente del Messico Lázaro Cárdenas e nacque dall'unione di sei vie precedenti: le due più importanti erano avenida San Juan de Letrán e avenida Niño perdido, divisi da avenida Arcos de Belén. A sud di questo tratto centrale, l'attuale asse comprende inoltre avenida Panamá, a sud dell'Asse 8 Sud (Eje 8 Sur) e fino alla calle Ajusco, e il tratto sud della stessa calle Ajusco, che collega l'asse con il Río Churubusco. A nord l'asse comprende ancora la calle Gabriel Leyva e l'antica calle de Santa Maria la Redonda, ampliata fino a connettersi con l'Avenida de los Insurgentes.
L'attuale nome di Eje Central Lázaro Cárdenas sostituì i precedenti nomi delle strade nel progetto urbanistico di viabilità che portò alla creazione degli Ejes viales che indirizzano il traffico soprattutto a senso unico da sud a nord, attraversando l'intero centro cittadino. Gli altri assi creati con il progetto urbanistico sono numerati progressivamente verso est e verso ovest a partire dall'Asse centrale.
L'asse centrale "Lázaro Cárdenas" è di grande importanza nel traffico della città e lungo il suo percorso sorgono edifici, quartieri, negozi e istituzioni della capitale, come il Gimnasio Olímpico Juan de la Barrera, la Colonia Portales, la chiesa di Santa Maria della Natività, la Colonia Obrera, la Colonia de los Doctores, il Palacio de Bellas Artes, la Torre Latinoamericana, il teatro Blanquita e la Piazza delle tre Culture.
Il logo dell'asse centrale "Lázaro Cárdenas" è costituito da un cerchio bicolore, diviso in due metà verticali, diverso da quello degli altri assi.